# Третя космічна швидкість
Третя космічна швидкість — мінімально необхідна швидкість тіла, що дозволяє перебороти тяжіння Сонця і в результаті вийти з Сонячної системи у міжзоряний простір.
Злетівши з поверхні Землі і найкращим чином використовуючи орбітальний рух планети, космічний апарат може досягти третьої космічної швидкості вже при 16,67 км/с відносно Землі, а при старті із Землі у найменш вигідному напрямку його необхідно розігнати до швидкості 73,3 км/с. Для розрахунку передбачається, що космічний прилад набуває швидкість відразу на поверхні Землі і після цього не отримує негравітаційного прискорення (двигуни вимкнено, а опір атмосфери відсутній). При найбільш енергетично вигідному старті швидкість суб'єкта повинна бути співнаправлена зі швидкістю орбітального руху Землі навколо Сонця. Орбіта такого апарата в Сонячній системі є параболою (швидкість зменшується до нуля асимптотично).
Точне визначення третьої космічної швидкості має ряд значних утруднень, оскільки слід враховувати гравітаційні взаємодії 3 тіл: Сонця, Землі і космічної ракети. Однак таке обчислення значно спрощується, якщо нехтувати дією поля сонячного тяжіння на рух космічного корабля протягом усього часу, який необхідний для виходу його із зони дії земного тяжіння.
Таке спрощення можна зробити у тому випадку коли розглядатимемо рух в системі відліку, відносно якої Сонце нерухоме. Така система відліку буде неінерційна. На Землю зі сторони Сонця буде діяти гравітаційна сила, яка буде компенсуватися силами інерції, які виникають внаслідок руху землі навколо Сонця. А саме відцентровою силою: із другого закону Ньютона: {\displaystyle G{\frac {m\cdot M}{R^{2}}}=m\cdot \omega ^{2}\cdot R}

## Доведення
Введемо позначення: Швидкості корабля відносно Землі: {\displaystyle v_{1}}, {\displaystyle v_{2}}, {\displaystyle v_{3}} — відповідно перша, друга і третя космічні швидкості. Аналогічно позначимо швидкості відносно корабля відносно Сонця: {\displaystyle V_{1}}, {\displaystyle V_{2}}, {\displaystyle V_{3}}.
Якщо корабель виходить із зони земного тяжіння з параболічною швидкістю відносно Сонця, то відносно Землі ця швидкість буде 3 космічною, яку позначимо через {\displaystyle v_{3}}.
Знайдемо мінімальне значення цієї швидкості.
Для цього старт потрібно проводити так, щоб при виході із зони земного тяжіння корабель рухався вздовж дотичної до земної орбіти і в напрямку руху Землі. Швидкість руху Землі відносно Сонця — це швидкість колового руху {\displaystyle V_{1}}. При запуску корабля внаслідок віддачі зміниться і дорівнюватиме {\displaystyle V}. Швидкість запуску корабля у момент старту відносно Сонця {\displaystyle V_{1}+v_{3}}, а після виходу із зони земного тяжіння траєкторія руху стане параболічною і швидкість {\displaystyle V_{2}}.
Тоді рівняння закону збереження енергії матиме вигляд:
{\displaystyle {\frac {m(V_{1}+v_{3})^{2}}{2}}+{\frac {M\cdot V_{1}^{2}}{2}}-G\cdot {\frac {m\cdot M}{R}}={\frac {m\cdot V_{2}^{2}}{2}}+{\frac {M\cdot V^{2}}{2}}} (1)
Де {\displaystyle m} і {\displaystyle M} — відповідно маси корабля і Землі. Оскільки {\displaystyle G{\frac {m\cdot M}{R^{2}}}=m{\frac {v_{1}^{2}}{R}}} то рівняння (1) перепишемо у вигляді:
{\displaystyle m((V_{1}+v_{3})^{2}-2v_{1}^{2}-V_{2}^{2})=M(V^{2}-V_{1}^{2})} (2)
Слід врахувати, що {\displaystyle V\approx V_{1}} та {\displaystyle V+V_{1}\approx 2V_{1}} і зв'язок першої і другої космічних швидкостей: {\displaystyle V_{2}^{2}=2\cdot V_{1}^{2}}. Тоді рівняння (2) можна записати у вигляді:
{\displaystyle m(V_{1}^{2}+2V_{1}v_{3}+v_{3}^{2}-2v_{1}^{2}-V_{2}^{2})=M(V-V_{1})(V+V_{1})} (3)
Із (3) випливає
{\displaystyle m(V_{1}^{2}+2V_{1}v_{3}+v_{3}^{2}-2v_{1}^{2}-2\cdot V_{1}^{2})=2V_{1}\cdot M(V-V_{1})} (4)
Нехтуючи дією поля сонячного тяжіння, закон збереження імпульсу цих станів можна записати у такій формі:
{\displaystyle M\cdot V_{1}+m\cdot (V_{1}+v_{3})=M\cdot V+m\cdot V_{2}} (5)
Із (5) випливає
{\displaystyle m(V_{1}+v_{3}-V_{2})=M(V-V_{1})} (6)
Підставляємо вираз {\displaystyle M(V-V_{1})} у рівняння (4) і знаходимо мінімальне значення третьої космічної швидкості:
{\displaystyle m(2\cdot V_{1}v_{3}+v_{3}^{2}-2v_{1}^{2}-V_{1}^{2})=2V_{1}\cdot m(V_{1}+v_{3}-V_{2})} (7)
Врахуємо, що {\displaystyle V_{2}={\sqrt {2}}V_{1}} і підставимо до (7):
{\displaystyle 2V_{1}v_{3}+v_{3}^{2}-2v_{1}^{2}-V_{1}^{2}=2V_{1}^{2}\cdot (1-{\sqrt {2}})+2V_{1}v_{3})} (8)
Із (8) випливає
{\displaystyle v_{3}^{2}=2V_{1}^{2}\cdot (1-{\sqrt {2}})+V_{1}^{2}+2v_{1}^{2}} (9)
Спростивши вираз (9) отримаємо:
{\displaystyle v_{3}^{2}=V_{1}^{2}\cdot ({\sqrt {2}}-1)^{2}+2v_{1}^{2}} (10)

## Обчислення
Підставивши числові значення до (10), а саме:
{\displaystyle V_{1}\approx 30\cdot 10^{3}} (м/с) і {\displaystyle v_{1}=7{,}9\cdot 10^{3}} (м/с) отримаємо:
{\displaystyle v_{\mathrm {min} }=16{,}7\cdot 10^{3}} (м/с)(11)
Якщо корабель посилати у протилежному напрямі до напрямку руху Землі, то третя космічна швидкість буде мати максимальне значення:
{\displaystyle v_{\mathrm {max} }^{2}=V_{1}^{2}({\sqrt {2}}+1)^{2}+2v_{1}^{2}} (12)
{\displaystyle v_{\mathrm {max} }=73{,}3\cdot 10^{3}} (м/с).